# Ricardo Lucas
Ricardo Lucas (født 2. maj 1974) er en tidligere brasiliansk fodboldspiller.

## Brasiliens fodboldlandshold
| Brasiliens landshold | Brasiliens landshold | Brasiliens landshold |
| År                   | Kmp                  | Mål                  |
| -------------------- | -------------------- | -------------------- |
| 1997                 | 5                    | 2                    |
| Total                | 5                    | 2                    |